# Don't You Want Me (chanson de Felix)
Pour chanson homonyme du groupe The Human League, voir Don't You Want Me.
Singles de Felix
It Will Make Me Crazy
(1992)
Pistes de #1
It's Me
(5) It Will Make Me Crazy
(7)
Don't You Want Me est une chanson du DJ et compositeur britannique Felix sortie le 23 février 1992. Single extrait de l'album studio #1, la chanson a été écrite par Derek A. Jenkins, Dwayne Richardson, Paul Scott, Joanne Thomas, Felix, Cheri Williams et produite par Felix. Musicalement, la chanson reprend le sample du groupe Jomanda avec Don't You Want My Love crédité sous « Felix featuring Jomanda » (coproduit par Rollo et Red Jerry). Le single atteint la première place dans le classement Billboard Hot Dance Club Play, 6e au Royaume-Uni en 1992. En 1995 et en 1996, la chanson entre encore dans les hit-parades mais sous d'autres remixes.

Le sample a été repris en 2011 par le DJ français David Guetta pour la chanson Wet du rappeur américain Snoop Dogg crédité sous « Snoop Dogg Vs David Guetta : Sweat ».

## Liste des pistes
- 12" maxi

1. "Don't You Want Me" (hooj mix) – 5:58
2. "Don't You Want Me" (red Jerry's holiday mix) – 4:39
3. "Don't You Want Me" (fierce mix) – 5:07

- 12" maxi

1. "Don't You Want Me" (hooj mix) – 5:58
2. "Don't You Want Me" (original) – 4:43
3. "Yes You Do" – 4:47

- 7" single / CD single

1. "Don't You Want Me" (hooj mix edit) – 3:11
2. "Don't You Want Me" (original mix) – 4:53

- CD maxi

1. "Don't You Want Me" (hooj mix edit) – 3:11
2. "Don't You Want Me" (hooj mix) – 5:58
3. "Don't You Want Me" (red Jerry's holiday mix) – 4:39
4. "Don't You Want Me" (fierce mix) – 5:07

- CD maxi

1. "Don't You Want Me" (hooj mix edit) – 3:11
2. "Don't You Want Me" (hooj mix) – 5:58
3. "Don't You Want Me" (original mix) – 4:53
4. "Don't You Want Me" (red Jerry's holiday mix) – 4:40
5. "Don't You Want Me" (fierce mix) – 5:06

- Cassette

1. "Don't You Want Me" (hooj Mix edit)
2. "Don't You Want Me" (original mix)
3. "Don't You Want Me" (hooj Mix edit)
4. "Don't You Want Me" (original mix)

- CD maxi - 1995 remixes

1. "Don't You Want Me (Patrick Prins remix edit) – 3:23
2. "Don't You Want Me (hooj mix edit) – 3:11
3. "Don't You Want Me (Patrick Prins remix) – 6:17
4. "Don't You Want Me (hooj mix) – 5:53
5. "Don't You Want Me (DJ Professor mix) – 7:54
6. "Don't You Want Me (candy girls remix) – 7:30

- 12" maxi - 1995 remixes

1. "Don't You Want Me" (Patrick Prins remix) – 6:17
2. "Don't You Want Me" (candy girls remix) – 7:30
3. "Don't You Want Me" (hooj mix) – 5:53
4. "Don't You Want Me" (DJ Professor mix) – 7:54

- CD maxi - 1996 remixes

1. Don't You Want Me (remix '96 Pugilist mix) – 3:40
2. Stars" (Felix mix edit) – 3:37
3. It Will Make Me Crazy (big mix edit) – 3:52
4. Don't You Want Me (hooj mix) – 5:58

## Classement et certifications
| Classement (1992-1993)                   | Meilleure position |
| ---------------------------------------- | ------------------ |
| Allemagne (Media Control AG)             | 2                  |
| Australie (ARIA)                         | 17                 |
| Autriche (Ö3 Austria Top 40)             | 3                  |
| Belgique (Flandre Ultratop 50 Singles)   | 3                  |
| Espagne (AFYVE)                          | 1                  |
| États-Unis Billboard Hot Dance Club Play | 1                  |
| Finlande (Suomen virallinen lista)       | 1                  |
| France (SNEP)                            | 4                  |
| Irlande (IRMA)                           | 7                  |
| Italie (FIMI)                            | 1                  |
| Norvège (VG-lista)                       | 5                  |
| Pays-Bas (Single Top 100)                | 3                  |
| Royaume-Uni (UK Singles Chart)           | 6                  |
| Suède (Sverigetopplistan)                | 4                  |
| Suisse (Schweizer Hitparade)             | 1                  |
| Classement (1995)                        | Meilleure position |
| Finlande (Suomen virallinen lista)       | 16                 |
| Royaume-Uni (UK Singles Chart)           | 10                 |
| Classement (1996)                        | Meilleure position |
| Royaume-Uni (UK Singles Chart)           | 17                 |

| Classement (1992)        | Position |
| ------------------------ | -------- |
| Pays-Bas Top 40          | 27       |
| Classement (1993)        | Position |
| Suisse Classement single | 34       |

| Pays           | Certifications | Ventes  |
| -------------- | -------------- | ------- |
| France SNEP    | Argent         | 125 000 |
| Allemagne BVMI | Or             | 250 000 |